# 深田烝治
深田 烝治（ふかだ じょうじ、1943年（昭和18年）4月21日 - ）は、日本の官僚。元会計検査院事務総長。

## 略歴
- 1967年（昭和42年）4月：会計検査院採用。
- 会計検査院事務総局第五局上席調査官。
- 会計検査院事務総長官房会計課長。
- 会計検査院事務総長官房審議官。
- 会計検査院事務総長官房総務審議官。
- 会計検査院事務総局第一局長。
- 1998年（平成10年）6月：会計検査院事務総局次長。
- 1999年（平成11年）12月：会計検査院事務総長。
- 2002年（平成14年）12月：会計検査院顧問。
- 2002年（平成14年）12月：株式会社北野組特別顧問。
- 2005年（平成17年）6月：NTT株式会社常勤監査役。

| スタブアイコン | サブスタブ | この項目は、まだ閲覧者の調べものの参照としては役立たない、人物に関連した書きかけの項目です。この項目を加筆・訂正などしてくださる協力者を求めています（P:人物伝/PJ:人物伝）。 |